# Машаду, Ана Мария
Ана Мария Машаду (порт. Ana Maria Machado, род. 24 декабря 1941) — бразильская детская писательница.

## Биография
Родилась в Рио-де-Жанейро, была старшим ребёнком в семье, где было девять детей. Начала карьеру как художница, после чего занялась изучением языков в США, Франции и Италии, защитила диссертацию по творчеству Р. Барта, получив степень PhD в EPHE в Париже. После этого Ана Машаду была журналистом, работала на Би-би-си в Лондоне и для журнала «Elle» в Париже, приглашенным профессором в Калифорнийском университете в Беркли. В 1979 году она открыла первый магазин детской литературы в Бразилии — «Malasartes».
Литературным творчеством Ана Мария Машаду занялась с 1969 года. Как и у многих других бразильских детских писателей этого поколения, её произведения несут на себе отпечаток стиля М. Лобату. Для её стиля характерно сочетание магического реализма с социальной сатирой и элементами фантастики. Среди её произведений — короткие рассказы, книжки-картинки, романы для подростков, пьесы, поэзия, былины, буквари и научно-популярная литература. Ана Машаду также занималась переводами на португальский язык классических произведения детской литературы: «Алисы в стране чудес» Л. Кэролла и «Питера Пэна» Дж. Барри.
Жизнь в условиях военной диктатуры оставила свой отпечаток в творчестве Аны Машаду. Например, герой книги «Глаза на перьях» («De olho nas penas») — мальчик Мигел — в свои восемь лет уже сменил пять стран из-за политических преследований. В своих мечтах и в воображаемом мире Мигел неожиданно встречает своих предков, реальных и мифических, и становится свидетелем жестокого уничтожения коренного населения Южной Америки европейскими колонизаторами.
Ана Мария Машаду написала более ста книг для детей и взрослых, которые переведены в 17 странах и удостоены многих национальных и международных наград. В 2000 году она удостоена премии Х. К. Андерсена. В 2016 году в России в издательстве «Эдиториаль-Тандем» были изданы три книги А. М. Машаду («История наоборот», «Требуется Волк», «Прабабушка Беатрис и прабабушка Изабель»).
Живёт с семьей в Рио-де-Жанейро. В 2012—2013 годах была президентом Бразильской академии литературы.
В 2001 году награждена Литературной премией Машаду де Ассиса.

### Произведения для детей
- Uma Vontade Louca
- Amigo É Comigo
- Isso Ninguém Me Tira
- Bento que Bento é o Frade
- Bisa Bia, Bisa Bel (Novela), 1981
- De olho nas penas
- Raul da ferrugem azul
- Do outro mundo
- O canto da praça
- Bem do seu tamanho
- Tudo ao mesmo tempo agora
- O Que É?
- dandinha danda
- Abrindo Caminho
- Alguns Medos e Seus Segredos
- Era Uma Vez Três
- O Gato do Mato e o Cachorro do Morro
- A Jararaca, a Perereca e a Tiririca
- Menina Bonita do Laço de Fita
- O mistério da ilha
- Amigos Secretos
- De carta em carta
- Quem manda na minha boca sou eu!!
- O domador de monstros

### Произведения для взрослых
- Alice e Ulisses, (romance), 1984
- Aos Quatro Ventos, (romance), 1993
- A Audácia dessa Mulher, (romance), 1999
- Canteiros de Saturno, (romance), 1991
- Como e Por Que Ler os Clássicos Universais desde Cedo, (livro teórico), 2002
- Contra Corrente, (coletanea de artigos), 1999
- Democracia, (coletanea de artigos), 1983
- Esta Força Estranha, (biografia), 1998
- O Mar Nunca Transborda, (romance), 1995
- Para Sempre, (romance), 2001
- Recado do Nome, (tese de doutorado), 1976
- Texturas - sobre Leituras e Escritos, (coletanea de artigos), 2001
- Tropical Sol da Liberdade, (romance), 1988